# Casarsa della Delizia
Casarsa della Delizia (friülà Cjasarse) és un municipi italià, dins de la província de Pordenone. L'any 2018 tenia 8.404 habitants. Limita amb els municipis d'Arzene, Fiume Veneto, San Vito al Tagliamento, Valvasone i Zoppola.
El nom prové del llatí casam arsam, «casa cremada», el que no s'ha de s'ha de comprendre literalment, però més aviat com a «casa àrida».